# Campanula lusitanica
Campanula lusitanica é uma espécie de planta com flor pertencente à família Campanulaceae. 
A autoridade científica da espécie é L., tendo sido publicada em Loefl., Iter Hispan. 111, 126 (1758).

## Portugal
Trata-se de uma espécie presente no território português, nomeadamente os seguintes táxones infraespecíficos:
- Campanula lusitanica subsp. lusitanica - presente em Portugal Continental e no Arquipélago da Madeira. Em termos de naturalidade é nativa de Portugal Continental e introduzida no Arquipélago da Madeira. Não se encontra protegida por legislação portuguesa ou da Comunidade Europeia.